# The Lost Hours
The Lost Hours (As Horas Perdidas) é um filme britânico de 1952, do gênero drama, dirigido por David MacDonald e estrelado por Mark Stevens, Jean Kent e Garry Marsh. Um norte-americano retorna para uma reunião no Reino Unido, onde ele serviu como um piloto durante a Segunda Guerra Mundial, mas encontra-se emoldurado por um assassinato que não cometeu.

## Elenco
- Mark Stevens ... Paul Smith
- Jean Kent ... Louise Parker
- John Bentley ... Clark Sutton
- Garry Marsh ... Inspetor Foster
- Cyril Smith ... Det. Sgt. Roper
- Dianne Foster ... Dianne Wrigley
- Bryan Coleman ... Tom Wrigley
- Leslie Perrins ... Dr. Derek Morrison
- Duncan Lamont ... Bristow
- John Horsley ... Brown
- Jack Lambert ... John Parker
- John Harvey ... Kenneth Peters
- Sam Kydd ... Fred, mecânico da Bristow & Brown
- Thora Hird ... Hotel Maid
- John Gabriel ... Barman
- Alastair Hunter ... Comissário
- Hal Osmond
- Ballard Berkeley .... Papel menor